# Biroia rugipleuris
Biroia rugipleuris är en stekelart som beskrevs av Embrik Strand 1911. Biroia rugipleuris ingår i släktet Biroia och familjen bracksteklar. Inga underarter finns listade.